# Inocencio Tucumbi
Segundo Inocencio Tucumbi Vega (Pujilí, 1969-Quito, 9 de octubre de 2019) fue un indígena, comunero de Juigua y miembro de la Confederación de Nacionalidades Indígenas del Ecuador (CONAIE), Inocencio Tucumbi falleció producto de la caída que sufrió al tratar de subir por la puerta de una casa de color amarilla y puertas negras durante las manifestaciones de 2019 contra las medidas económicas de Lenín Moreno.

## Biografía

### Primeros años
Nació alrededor del año 1969, en la comunidad Yanahurco de Juigua, en el cantón Pujilí, de la provincia de Cotopaxi.

### Vida adulta
Trabajó como jornalero, agricultor y albañil, durante toda su vida en la comunidad de donde fue oriundo. Además de haber sido comunero de Juigua, Pujilí, fue miembro de la Confederación de Nacionalidades Indígenas (CONAIE) del Cotopaxi.

### Manifestaciones en Ecuador de 2019
El 3 de octubre de 2019, luego del descontento de la comunidad Yanahurco de Juigua por las medidas económicas y laborales del gobierno de Lenín Moreno, Inocencio decidió viajar a Quito el lunes 7 de octubre, con su esposa, 3 hijos, los también dirigentes Jaime Pallo y Geraldo Sacatoro, junto a 79 miembros de la comunidad indígena, para exigir que dichas medidas sean eliminadas. El primer trayecto de 113 kilómetros lo realizó a pie con la comunidad, mientras que los demás tramos lo hicieron en camiones, camionetas o cualquier vehículo que les dieran aventón. Llegaron alrededor de las 22h00 del lunes, a la Universidad Politécnica Salesiana que se había declarado zona de paz y para socorrer a manifestantes heridos quienes instalaron una zona de descanso para la organización, donde permanecieron durante los días martes y miércoles, en los cuales Tucumbi fue partícipe de las marchas pacíficas.

#### Muerte
Durante los días, Tucumbi junto a los manifestantes fueron reprimidos por la policía con gas, caballos, agentes motorizados y perros adiestrados, hasta que durante las 18h00 del miércoles 9 de octubre, salieron a protestar, tanto en las inmediaciones de la Asamblea Nacional, como en los alrededores de la Universidad Católica y Salesiana, recibiendo gas lacrímógeno por parte de la policía en el interior de las universidades, por lo cual la ministra de gobierno, María Paula Romo, se disculpó al tratarse de una zona de descanso de la organización.
Hasta las 22h00, los miembros de la comunidad estaban extraviados, cuando el cuñado de Tucumbi, Antonio Sacatoro, recibió una llamada de un médico del Hospital Eugenio Espejo, desde el celular de Tucumbi, para informarle que él había fallecido y que se acercara a la morgue del hospital. Inocencio Tucumbi falleció producto de la caída que sufrió al tratar de subir por la puerta de una casa de color amarilla y puertas negras, dicho lugar se encuentra ubicado en el Pasaje Padre Solano y Avenida 12 de Octubre a pocos metros del parque El Arbolito (Años atrás allí estuvo el Estadio de fútbol El Ejido). Los dueños de la casa y los vecinos llamaron al 911 y fue enviada una ambulancia, que tuvo dificultad en pasar para llegar al Pasaje Solano debido a la inmensa cantidad de manifestantes que estaban apostados a lo largo de la Av. 12 de Octubre, Av. Tarqui y los pasajes Solano, Nicolas Jimenez y Triviño que están justamente frente al parque El Arbolito. Según Rosa Chávez, sobrina de Inocencio Tucumbi, mencionó que él recibió golpes letales en su cerebro, propinados por la caballería policial, aunque su hijo, por otra parte, afirma que fue por el impacto de una bomba lacrimógena, ambas versiones sin fundamento en el informe de la autopsia. Sus familiares miembros de la comunidad permanecieron la madrugada del 10 de octubre en las afueras del hospital, donde les indicaron que era necesario realizarle una autopsia a Inocencio, antes de ser sepultado. Acudieron al proceso forense Criminalística de la Policía, la Fiscalía y abogados de organizaciones sociales, para verificar el suceso. Luego la ministra María Paula Romo, aseguró en una rueda de prensa, que su fallecimiento se produjo por una caída según la autopsia. Sin embargo no explicó en qué circunstancias se produjo la caída.

#### Funeral
En la tarde del jueves 10 de octubre de 2019, el cuerpo de Inocencio fue trasladado en un cotejo fúnebre del Hospital Eugenio Espejo hacia el ágora de la Casa de la Cultura de Quito, donde se instaló una capilla ardiente. El movimiento indígena lloró su muerte y la dirigencia de la CONAIE bajo el mando de su presidente Jaime Vargas, declaró 3 días de luto por la muerte de Tucumbi, donde expresó "la lucha va firme...; esto nos fortalece y a nombre de todos los pueblos del Ecuador declaramos tres días de luto nacional en las comunidades por los cinco hermanos fallecidos", refiriéndose a los demás fallecidos en los enfrentamientos, entre los cuales se encontraban Marco Otto, Raúl Chilpe y José Daniel Chiluisa. La misa de velación se inició a las 16h30 dentro del ágora, y se escuchó mediante altavoces en el Parque El Arbolito y el tramo de la Avenida 12 de Octubre.
El cuerpo fue recibido con honor en una calle formada por banderas de la organización de trabajadores, estudiantes secundarios y universitarios, y de Pachakutik, con cientos de indígenas sosteniendo una flor blanca en la mano. Los encargados de llevar el féretro fueron 4 policías de los 8 retenidos durante la mañana por la CONAIE, quienes fueron obligados como castigo, según la justicia indígena, en representación a los miembros de la policía que ocasionaron el fallecimiento de Tucumbi, los cuales fueron entregados en la noche a representantes del Sistema de Naciones Unidas en Ecuador. Párrocos y pastores evangélicos propiciaron el acto religioso junto a miembros de su familia en un multitudinario velorio, con alrededor de 4000 indígenas, los cuales luego de permanecer un minuto de silencio, gritaron consignas de "Fuera Moreno, fuera". Entre las palabras ofrecidas por varias personas durante el sepelio, Rosa Chávez, sobrina de Tucumbi, responsabilizó al gobierno de Moreno por la muerte de su pariente.
A través de un comunicado, la Confederación de Nacionalidades Indígenas manifestó: "Nos encontramos en coordinación con diversas organizaciones de derechos humanos para continuar con los procesos necesarios y pertinentes".
La Defensoría del Pueblo, dirigida por Freddy Carrión Intriago, lamentó el fallecimiento de Tucumbi y manifestó: "hacemos un llamado al Gobierno a erradicar la violencia y garantizar el derecho a la protesta social de forma pacífica".